# Чумак (компания)
ЧАО «Чумак» — украинская компания, производитель томатной пасты, холодных соусов (кетчуп, майонез) и сезонной консервации. Штаб-квартира компании находится в Каховке Херсонской области. Компания была основана на Украине в 1993 году двумя шведскими предпринимателями.
Кетчуп «Чумак» стал первым украинским кетчупом, который быстро захватил рынок. Но компания не смогла удержать на нём лидерство. Сейчас на долю «Чумака» приходится лишь 25 % рынка кетчупа, что в два с половиной раза меньше, чем у лидера — торговой марки «Торчин».
В 2022 году из-за вторжения России на Украину контроль за производственными мощностями в Херсонской области был утрачен компанией, а регистрация юридического лица была временно перенесена в Киев.

## История
Основателями компании «Чумак» являются молодые шведские предприниматели Йохан Боден и Карл Стюрен, которые впервые приехали на Украину в 1993 году, когда им было 21 и 19 лет соответственно. Они занимались семейным бизнесом — выращиванием огурцов в Эстонии. Низкий урожай огурцов того года вынудил молодых предпринимателей отправиться на поиски новых поставщиков сырья. Побывав на Украине, они решили создать здесь производство.
В поиске инвесторов они нашли понимание и поддержку у профессора Ханса Раузинга — основателя компании Tetra Pak. Первоначально компания называлась «South Food, Inc» — совместное предприятие шведских партнеров и Фонда Государственного Имущества Украины.
29 мая 1996 года была основана совместная украино-шведская компания «South Food, Inc» и (с регистрацией торговой марки «Чумак») со стартовым капиталом 4,1 миллиона долларов США. Компания впервые представила свой кетчуп украинским потребителям и стала первым производителем кетчупа на Украине (ранее в нормативных документах госдепартамента по контролю качества не использовалось название «кетчуп» в реестре пищевых продуктов — ближайшим аналогом был томатный соус; компания добилась введения термина «кетчуп»).
В 1997 году компания купила консервную фабрику в Скадовске Херсонской области. Было начато производство майонеза. Кроме того, в 1997 году компания начала сотрудничество с McDonalds и стала их первым поставщиком на территории СНГ («Чумак» поставляет в McDonalds огурцы, кетчуп и майонез).
В 1998 году компания купила ещё две производственные фабрики в Каховке — для изготовления подсолнечного масла «Чумак», которое начало выпускаться в 1999 году. И переименовалась как ЗАО «Чумак». На это время компания производила около 80 видов продукции в различных категориях.
К 2000 году компания владела самым большим в Европе полем огурцов, площадью 28 гектаров, и в целом около 200 гектаров земли для выращивания огурцов. В этом же году обе фабрики по переработке подсолнечного масла слились в одну — «Chumak Oil». «Чумак» также начал сотрудничество с ведущей аргентинской пищевой компанией «Molinos de la Plata», производя подсолнечное масло под торговой маркой «Molinos».
В 2001 году «Чумак» создал свою вторую торговую марку — «Дарина» для продукции нижнего ценового сегмента. Кроме того, компания выиграла тендер на производство майонеза, кетчупа, заправки для салатов и соуса «Calvé» для компании Unilever.
В 2003 году «Чумак» начал выпускать консервированные продукты (аджику, сладкий перец и черри томаты).
В 2004 году компания получила долгосрочный кредит от Европейского банка реконструкции и развития в размере 10 млн долларов США,
который потратила на строительство нового маслоэкстракционного цеха.
В 2008 году инвестиционная компания Dragon Capital и фонд East Capital Bering Ukraine Fund совместно приобрели 70 % акций компании ЧУМАК у одного из основателей — профессора Ханса Раузинга (до сделки 70 % акций компании принадлежало Хансу Раузингу, ещё 30 % — Карлу Стурену и Йохану Бодену).

## Деятельность
В числе основных продуктов компании — кетчуп, томатная паста, майонез, подсолнечное масло, салатные заправки, кухарские соусы, соусы-приправы, кабачковая икра, аджика, консервированные томаты, огурцы и перец, макароны и другие.
Численность персонала — 1,4 тыс. человек.
В 2005 году компания «Чумак» была лидером на украинском рынке кетчупа с долей 23 % и томатной пасты с долей 28 %. На рынке бутилированного масла компания занимала второе место с долей 22 %.

### Торговые марки
- Чумак (кетчуп, томатная паста, майонез, консервированные овощи, макароны) — распространяется в более чем 20 странах мира.

В 2007 продает на 7 лет право на бренд «Масло Чумак» компании Кернел. При этом компания Чумак продолжает обеспечивать дистрибуцию масла.

## Собственники и руководство
«Чумак» — компания со стопроцентным шведским капиталом.
- Генеральный директор — Константин Шевченко
- Президент компании — Карл Олоф Стюрен